# Юлияна Янева
Юлияна Янева е българска състезателка по борба. 
През 2020 година печели златен медал в категория до 72 килограма на индивидуалната световна купа в Белград, Сърбия.
Носителка на сребърен и бронзов медал в категория до 72 килограма от европейските първенства през 2021 и 2022 година и златен в категория до 68 килограма на европейското през 2023 година.

## Успехи
| Година | Турнир                     | Локация           | Място | Събитие |
| ------ | -------------------------- | ----------------- | ----- | ------- |
| 2024   | Европейско първенство      | Букурещ, Румъния  | 3     | до 72кг |
| 2023   | Европейско първенство      | Загреб, Хърватия  | 1     | до 68кг |
| 2021   | Европейско първенство      | Варшава, Полша    | 2     | до 72кг |
| 2022   | Европейско първенство      | Будапеща, Унгария | 3     | до 72кг |
| 2020   | Индивидуална световна купа | Белград, Сърбия   | 1     | до 72кг |